# Google Audio Indexing
Google Audio Indexing (GAUDI) — аудіопошуковий сервіс Google, що виконує пошук не тільки за тегами, а розпізнає ключові слова всередині відео.
Виконує розпізнавання звукової доріжки в відеокліпах, конвертує її в текст та індексує отриману інформацію.
Цей сервіс запущений у вересні 2008 року в експериментальному режимі. Спочатку сервіс був доступний тільки англійською та тільки для відеороликів Youtube, що належить Google.
Користувачі могли вводити пошукові запити, і GAUDI надавав результати з відповідними відео, вказуючи точний момент, де згадується шукане слово або фраза. Це дозволяло швидко знаходити потрібну інформацію без необхідності переглядати весь відеоматеріал.